# Saison 2019-2020 des Hornets de Charlotte
La saison 2019-2020 des Hornets de Charlotte est la 30e saison de la franchise en NBA.
C'est la première fois, depuis 2010, que la franchise commence la saison sans Kemba Walker, parti durant l'intersaison 2019. Pour le remplacer, la franchise a signé Terry Rozier, en provenance des Celtics de Boston.
La saison a été suspendue par les officiels de la ligue après les matchs du 11 mars  après l'annonce que Rudy Gobert était positif au COVID-19. Le 12 mars 2020, le président de la ligue Adam Silver annonce que le championnat est arrêté pour "au moins 30 jours".
À l'annonce de la reprise de la compétition de la NBA, pour le 31 juillet, la franchise n'a pas été retenue afin de participer à la fin de saison. Elle garde donc les statistiques et le bilan en date du 12 mars 2020.

## Draft
| Tour | Choix | Joueur           | Poste | Nationalité | Provenance                |
| ---- | ----- | ---------------- | ----- | ----------- | ------------------------- |
| 1    | 12    | P. J. Washington | PF    | États-Unis  | Wildcats du Kentucky      |
| 2    | 36    | Cody Martin      | SF    | États-Unis  | Wolf Pack du Nevada       |
| 2    | 52    | Jalen McDaniels  | PF    | États-Unis  | Aztecs de San Diego State |

## Matchs

### Summer League
| Summer League Total: 2-3 |

| Match | Date match | Équipe       | Score    | Meilleur marqueur     | Meilleur rebondeur | Meilleur passeur    | Lieux Spectateurs    | Série |
| ----- | ---------- | ------------ | -------- | --------------------- | ------------------ | ------------------- | -------------------- | ----- |
| 1     | 5 juillet  | Golden State | V 93-85  | Dwayne Bacon (25)     | Kennedy Meeks (8)  | Isaiah Hicks (5)    | Cox Pavilion         | 1 - 0 |
| 2     | 7 juillet  | San Antonio  | D 96-106 | Miles Bridges (23)    | Bridges, Meeks (7) | Graham, Perkins (5) | Thomas & Mack Center | 1 - 1 |
| 3     | 8 juillet  | Chine        | D 80-84  | Arnoldas Kulboka (18) | Cody Martin (7)    | Joe Chealey (6)     | Cox Pavilion         | 1 - 2 |
| 4     | 10 juillet | Chicago      | D 72-75  | Isaiah Hicks (15)     | Isaiah Hicks (8)   | Devonte' Graham (7) | Cox Pavilion         | 1 - 3 |
| 5     | 13 juillet | Utah         | V 84-74  | Kennedy Meeks (18)    | Kennedy Meeks (10) | Josh Perkins (5)    | Cox Pavilion         | 2 - 3 |

### Pré-saison
| Pré-saison Total: 1-4 (Domicile : 0-3; Extérieur : 1-1) |

| Match | Date match | Équipe       | Score     | Meilleur marqueur     | Meilleur rebondeur  | Meilleur passeur    | Lieux               | Série |
| ----- | ---------- | ------------ | --------- | --------------------- | ------------------- | ------------------- | ------------------- | ----- |
| 1     | 6 octobre  | @ Boston     | D 106-107 | P. J. Washington (16) | Miles Bridges (10)  | Terry Rozier (9)    | TD Garden           | 0 - 1 |
| 2     | 9 octobre  | Miami        | D 94-108  | Terry Rozier (18)     | Trois joueurs (6)   | Josh Perkins (4)    | Spectrum Center     | 0 - 2 |
| 3     | 11 octobre | Philadelphie | D 87-100  | Dwayne Bacon (17)     | Bridges, Kidd-G (7) | Devonte' Graham (5) | Lawrence Joel V.M.C | 0 - 3 |
| 4     | 14 octobre | @ Memphis    | V 120-99  | Terry Rozier (24)     | Cody Zeller (10)    | Terry Rozier (8)    | FedExForum          | 1 - 3 |
| 5     | 16 octobre | Détroit      | D 110-116 | Malik Monk (18)       | Cody Zeller (9)     | Malik Monk (7)      | Spectrum Center     | 1 - 4 |

### Saison régulière
| Saison régulière Total: 23-42 (Domicile : 10-21; Extérieur : 13-21) |

| Match | Date match | Équipe          | Score     | Meilleur marqueur     | Meilleur rebondeur    | Meilleur passeur     | Lieux           | Série |
| ----- | ---------- | --------------- | --------- | --------------------- | --------------------- | -------------------- | --------------- | ----- |
| 1     | 23 octobre | Chicago         | V 126-125 | P. J. Washington (27) | Cody Zeller (12)      | Devonte' Graham (8)  | Spectrum Center | 1 - 0 |
| 2     | 25 octobre | Minnesota       | D 99-121  | Devonte' Graham (24)  | P. J. Washington (10) | Terry Rozier (10)    | Spectrum Center | 1 - 1 |
| 3     | 27 octobre | @ L.A. Lakers   | D 101-120 | Miles Bridges (23)    | Cody Zeller (14)      | Devonte' Graham (5)  | Staples Center  | 1 - 2 |
| 4     | 28 octobre | @ L.A. Clippers | D 96-111  | Terry Rozier (17)     | Cody Zeller (13)      | Devonte' Graham (12) | Staples Center  | 1 - 3 |
| 5     | 30 octobre | @ Sacramento    | V 118-111 | P. J. Washington (23) | Cody Zeller (15)      | Devonte' Graham (9)  | Golden 1 Center | 2 - 3 |

| Match | Date match  | Équipe              | Score          | Meilleur marqueur     | Meilleur rebondeur    | Meilleur passeur     | Lieux                   | Série  |
| ----- | ----------- | ------------------- | -------------- | --------------------- | --------------------- | -------------------- | ----------------------- | ------ |
| 6     | 2 novembre  | @ Golden State      | V 93-87        | Dwayne Bacon (25)     | Trois joueurs (8)     | Terry Rozier (7)     | Chase Center            | 3 - 3  |
| 7     | 5 novembre  | Indiana             | V 122-120 (OT) | Devonte' Graham (35)  | Cody Martin (11)      | Devonte' Graham (6)  | Spectrum Center         | 4 - 3  |
| 8     | 7 novembre  | Boston              | D 87-108       | Miles Bridges (18)    | Bridges, Zeller (10)  | Devonte' Graham (9)  | Spectrum Center         | 4 - 4  |
| 9     | 9 novembre  | La Nouvelle-Orléans | D 110-115      | Devonte' Graham (24)  | Bridges, Zeller (8)   | Devonte' Graham (10) | Spectrum Center         | 4 - 5  |
| 10    | 10 novembre | @ Philadelphie      | D 106-114      | Cody Zeller (24)      | Malik Monk (8)        | Devonte' Graham (10) | Wells Fargo Center      | 4 - 6  |
| 11    | 13 novembre | Memphis             | D 117-119      | Terry Rozier (33)     | Monk, Zeller (8)      | Miles Bridges (7)    | Spectrum Center         | 4 - 7  |
| 12    | 15 novembre | Détroit             | V 109-106      | Monk, Rozier (19)     | Cody Zeller (7)       | Devonte' Graham (10) | Spectrum Center         | 5 - 7  |
| 13    | 16 novembre | @ New York          | V 103-102      | Devonte' Graham (29)  | Nicolas Batum (9)     | Nicolas Batum (6)    | Madison Square Garden   | 6 - 7  |
| 14    | 18 novembre | @ Toronto           | D 96-132       | Marvin Williams (14)  | Nicolas Batum (6)     | Devonte' Graham (6)  | Scotiabank Arena        | 6 - 8  |
| 15    | 20 novembre | @ Brooklyn          | D 91-101       | Terry Rozier (18)     | Biyombo, Zeller (7)   | Devonte' Graham (6)  | Barclays Center         | 6 - 9  |
| 16    | 22 novembre | @ Washington        | D 118-125      | Miles Bridges (31)    | Miles Bridges (8)     | Batum, Graham (7)    | Capital One Arena       | 6 - 10 |
| 17    | 23 novembre | Chicago             | D 115-116      | Terry Rozier (28)     | Bismack Biyombo (12)  | Devonte' Graham (10) | Spectrum Center         | 6 - 11 |
| 18    | 25 novembre | @ Miami             | D 100-117      | Terry Rozier (19)     | Terry Rozier (9)      | Devonte' Graham (8)  | American Airlines Arena | 6 - 12 |
| 19    | 27 novembre | Détroit             | V 102-101      | Bismack Biyombo (19)  | Bismack Biyombo (9)   | Devonte' Graham (15) | Spectrum Center         | 7 - 12 |
| 20    | 29 novembre | @ Détroit           | V 110-107      | P. J. Washington (26) | Bismack Biyombo (9)   | Devonte' Graham (8)  | Little Caesars Arena    | 8 - 12 |
| 21    | 30 novembre | @ Milwaukee         | V 96-137       | Devonte' Graham (24)  | Willy Hernangómez (9) | Devonte' Graham (5)  | Fiserv Forum            | 8 - 13 |

| Match | Date match  | Équipe        | Score          | Meilleur marqueur        | Meilleur rebondeur        | Meilleur passeur     | Lieux                      | Série   |
| ----- | ----------- | ------------- | -------------- | ------------------------ | ------------------------- | -------------------- | -------------------------- | ------- |
| 22    | 2 décembre  | Phoenix       | D 104-109      | Marvin Williams (22)     | Bismack Biyombo (11)      | Devonte' Graham (13) | Spectrum Center            | 8 - 14  |
| 23    | 4 décembre  | Golden State  | V 106-91       | Devonte' Graham (33)     | Graham, Rozier (7)        | Devonte' Graham (9)  | Spectrum Center            | 9 - 14  |
| 24    | 6 décembre  | Brooklyn      | D 104-111      | Devonte' Graham (29)     | Rozier, Zeller (6)        | Devonte' Graham (8)  | Spectrum Center            | 9 - 15  |
| 25    | 8 décembre  | Atlanta       | D 107-122      | Bridges, Washington (20) | P. J. Washington (8)      | Devonte' Graham (8)  | Spectrum Center            | 9 - 16  |
| 26    | 10 décembre | Washington    | V 114-107      | Devonte' Graham (29)     | Bismack Biyombo (15)      | Terry Rozier (7)     | Spectrum Center            | 10 - 16 |
| 27    | 11 décembre | @ Brooklyn    | V 113-108      | Devonte' Graham (40)     | Kidd-Gilchris, Rozier (7) | Devonte' Graham (5)  | Barclays Center            | 11 - 16 |
| 28    | 13 décembre | @ Chicago     | V 83-73        | Devonte' Graham (16)     | Washington, Zeller (10)   | Devonte' Graham (7)  | United Center              | 12 - 16 |
| 29    | 15 décembre | @ Indiana     | D 85-107       | Cody Zeller (19)         | Bismack Biyombo (17)      | Devonte' Graham (4)  | Bankers Life Fieldhouse    | 12 - 17 |
| 30    | 17 décembre | Sacramento    | V 110-102      | Malik Monk (23)          | Bismack Biyombo (12)      | Devonte' Graham (7)  | Spectrum Center            | 13 - 17 |
| 31    | 18 décembre | @ Cleveland   | D 98-100       | Terry Rozier (35)        | Cody Zeller (9)           | Devonte' Graham (9)  | Rocket Mortgage FieldHouse | 13 - 18 |
| 32    | 21 décembre | Utah          | D 107-114      | Terry Rozier (29)        | Cody Zeller (8)           | Devonte' Graham (4)  | Spectrum Center            | 13 - 19 |
| 33    | 22 décembre | @ Boston      | D 93-119       | Devonte' Graham (23)     | Miles Bridges (6)         | Devonte' Graham (10) | TD Garden                  | 13 - 20 |
| 34    | 27 décembre | Oklahoma City | D 102-104 (OT) | Terry Rozier (26)        | Bismack Biyombo (10)      | Devonte' Graham (13) | Spectrum Center            | 13 - 21 |
| 35    | 29 décembre | @ Memphis     | D 104-117      | Malik Monk (18)          | Miles Bridges (7)         | Devonte' Graham (10) | FedExForum                 | 13 - 22 |
| 36    | 31 décembre | Boston        | D 92-109       | P. J. Washington (15)    | Miles Bridges (10)        | Devonte' Graham (7)  | Spectrum Center            | 13 - 23 |

| Match | Date match | Équipe       | Score          | Meilleur marqueur    | Meilleur rebondeur    | Meilleur passeur     | Lieux                      | Série   |
| ----- | ---------- | ------------ | -------------- | -------------------- | --------------------- | -------------------- | -------------------------- | ------- |
| 37    | 2 janvier  | @ Cleveland  | V 109-106      | Terry Rozier (30)    | Cody Zeller (7)       | Devonte' Graham (11) | Rocket Mortgage FieldHouse | 14 - 23 |
| 38    | 4 janvier  | @ Dallas     | V 123-120 (OT) | Terry Rozier (29)    | Bismack Biyombo (13)  | Devonte' Graham (13) | American Airlines Center   | 15 - 23 |
| 39    | 6 janvier  | Indiana      | D 104-115      | Terry Rozier (28)    | P. J. Washington (9)  | Graham, Rozier (6)   | Spectrum Center            | 15 - 24 |
| 40    | 8 janvier  | Toronto      | D 110-112 (OT) | Terry Rozier (27)    | P. J. Washington (12) | Malik Monk (7)       | Spectrum Center            | 15 - 25 |
| 41    | 10 janvier | @ Utah       | D 92-109       | Terry Rozier (23)    | Bismack Biyombo (9)   | Devonte' Graham (5)  | Vivint Smart Home Arena    | 15 - 26 |
| 42    | 12 janvier | @ Phoenix    | D 92-100       | Dwayne Bacon (24)    | Cody Zeller (8)       | Devonte' Graham (8)  | Talking Stick Resort Arena | 15 - 27 |
| 43    | 13 janvier | @ Portland   | D 112-115      | Devonte' Graham (27) | P. J. Washington (11) | Devonte' Graham (10) | Moda Center                | 15 - 28 |
| 44    | 15 janvier | @ Denver     | D 86-100       | Terry Rozier (20)    | Miles Bridges (8)     | Terry Rozier (9)     | Pepsi Center               | 15 - 29 |
| 45    | 20 janvier | Orlando      | D 83-106       | Malik Monk (20)      | Cody Zeller (9)       | Devonte' Graham (6)  | Spectrum Center            | 15 - 30 |
| 46    | 24 janvier | Milwaukee    | D 103-116      | Malik Monk (31)      | Devonte' Graham (7)   | Trois joueurs (5)    | AccorHotels Arena, Paris   | 15 - 31 |
| 47    | 28 janvier | New York     | V 97-92        | Terry Rozier (30)    | Trois joueurs (10)    | Devonte' Graham (10) | Spectrum Center            | 16 - 31 |
| 48    | 30 janvier | @ Washington | D 107-121      | Miles Bridges (23)   | Rozier, Zeller (7)    | Devonte' Graham (8)  | Capital One Arena          | 16 - 32 |

| Match                  | Date match  | Équipe        | Score     | Meilleur marqueur     | Meilleur rebondeur    | Meilleur passeur     | Lieux                   | Série   |
| ---------------------- | ----------- | ------------- | --------- | --------------------- | --------------------- | -------------------- | ----------------------- | ------- |
| 49                     | 1er février | @ San Antonio | D 90-114  | Miles Bridges (25)    | Cody Zeller (12)      | Devonte' Graham (9)  | AT&T Center             | 16 - 33 |
| 50                     | 3 février   | Orlando       | D 100-112 | Terry Rozier (18)     | Bridges, Martin (8)   | Devonte' Graham (5)  | Spectrum Center         | 16 - 34 |
| 51                     | 4 février   | @ Houston     | D 110-125 | Miles Bridges (20)    | Miles Bridges (15)    | Devonte' Graham (10) | Toyota Center           | 16 - 35 |
| 52                     | 8 février   | Dallas        | D 100-116 | Devonte' Graham (26)  | P. J. Washington (9)  | Devonte' Graham (10) | Spectrum Center         | 16 - 36 |
| 53                     | 10 février  | @ Détroit     | V 87-76   | Miles Bridges (18)    | Cody Zeller (10)      | Devonte' Graham (11) | Little Caesars Arena    | 17 - 36 |
| 54                     | 12 février  | @ Minnesota   | V 115-108 | Devonte' Graham (28)  | Bismack Biyombo (10)  | Devonte' Graham (8)  | Target Center           | 18 - 36 |
| NBA All-Star Game 2020 |             |               |           |                       |                       |                      |                         |         |
| 58                     | 20 février  | @ Chicago     | V 103-93  | Malik Monk (25)       | Bridges, Zeller (8)   | Devonte' Graham (7)  | United Center           | 19 - 36 |
| 56                     | 22 février  | Brooklyn      | D 86-115  | P. J. Washington (16) | McDaniels, Zeller (9) | Miles Bridges (5)    | Spectrum Center         | 19 - 37 |
| 57                     | 25 février  | @ Indiana     | D 80-119  | Miles Bridges (17)    | Bridges, Martin (6)   | Terry Rozier (7)     | Bankers Life Fieldhouse | 19 - 38 |
| 58                     | 26 février  | New York      | V 107-101 | Terry Rozier (26)     | Cody Martin (9)       | Devonte' Graham (5)  | Spectrum Center         | 20 - 38 |
| 59                     | 28 février  | @ Toronto     | V 99-96   | Devonte' Graham (18)  | Bismack Biyombo (11)  | Martin, Rozier (6)   | Scotiabank Arena        | 21 - 38 |

| Match | Date match | Équipe      | Score           | Meilleur marqueur    | Meilleur rebondeur     | Meilleur passeur        | Lieux                   | Série   |
| ----- | ---------- | ----------- | --------------- | -------------------- | ---------------------- | ----------------------- | ----------------------- | ------- |
| 60    | 1er mars   | Milwaukee   | D 85-93         | Devonte' Graham (17) | Willy Hernangómez (13) | Hernangómez, Rozier (4) | Spectrum Center         | 21 - 39 |
| 61    | 3 mars     | San Antonio | D 103-104       | Terry Rozier (20)    | Jalen McDaniels (9)    | McDaniels, Rozier (5)   | Spectrum Center         | 21 - 40 |
| 62    | 5 mars     | Denver      | D 112-114       | Devonte' Graham (24) | Miles Bridges (9)      | Martin, Graham (7)      | Spectrum Center         | 21 - 41 |
| 63    | 7 mars     | Houston     | V 108-99        | Terry Rozier (24)    | Willy Hernangómez (11) | Cody Martin (9)         | Spectrum Center         | 22 - 41 |
| 64    | 9 mars     | @ Atlanta   | D 138-143 (2OT) | Terry Rozier (40)    | Cody Zeller (7)        | Devonte' Graham (10)    | State Farm Arena        | 22 - 42 |
| 65    | 11 mars    | @ Miami     | V 109-98        | Devonte' Graham (30) | Cody Zeller (11)       | Devonte' Graham (6)     | American Airlines Arena | 23 - 42 |

| Match | Date match | Équipe                | Score | Meilleur marqueur | Meilleur rebondeur | Meilleur passeur | Lieux                   | Série |
| ----- | ---------- | --------------------- | ----- | ----------------- | ------------------ | ---------------- | ----------------------- | ----- |
| 66    | Annulé     | Cleveland             |       |                   |                    |                  | Spectrum Center         | -     |
| 67    | Annulé     | @ Orlando             |       |                   |                    |                  | Amway Center            | -     |
| 68    | Annulé     | @ New York            |       |                   |                    |                  | Madison Square Garden   | -     |
| 69    | Annulé     | Philadelphie          |       |                   |                    |                  | Spectrum Center         | -     |
| 70    | Annulé     | L.A. Lakers           |       |                   |                    |                  | Spectrum Center         | -     |
| 71    | Annulé     | Portland              |       |                   |                    |                  | Spectrum Center         | -     |
| 72    | Annulé     | @ Oklahoma City       |       |                   |                    |                  | Chesapeake Energy Arena | -     |
| 73    | Annulé     | L.A. Clippers         |       |                   |                    |                  | Spectrum Center         | -     |
| 74    | Annulé     | Miami                 |       |                   |                    |                  | Spectrum Center         | -     |
| 75    | Annulé     | @ Orlando             |       |                   |                    |                  | Amway Center            | -     |
| 76    | Annulé     | @ Atlanta             |       |                   |                    |                  | State Farm Arena        | -     |
| 77    | Annulé     | Atlanta               |       |                   |                    |                  | Spectrum Center         | -     |
| 78    | Annulé     | @ La Nouvelle-Orléans |       |                   |                    |                  | Smoothie King Center    | -     |
| 79    | Annulé     | Toronto               |       |                   |                    |                  | Spectrum Center         | -     |
| 80    | Annulé     | Washington            |       |                   |                    |                  | Spectrum Center         | -     |
| 81    | Annulé     | Miami                 |       |                   |                    |                  | Spectrum Center         | -     |
| 82    | Annulé     | @ Philadelphie        |       |                   |                    |                  | Wells Fargo Center      | -     |

### Confrontations en saison régulière
| Conférence Est      | Conférence Est                              | Conférence Est                              | Conférence Est                              | Conférence Est                              | Conférence Ouest                            | Conférence Ouest                            | Conférence Ouest                            |
| Division Atlantique | Division Atlantique                         | Division Atlantique                         | Division Atlantique                         | Division Atlantique                         | Division Nord-Ouest                         | Division Nord-Ouest                         | Division Nord-Ouest                         |
| Équipe              | Domicile                                    | Domicile                                    | Extérieur                                   | Extérieur                                   | Équipe                                      | Domicile                                    | Extérieur                                   |
| ------------------- | ------------------------------------------- | ------------------------------------------- | ------------------------------------------- | ------------------------------------------- | ------------------------------------------- | ------------------------------------------- | ------------------------------------------- |
| Boston              | 87-108                                      | 92-109                                      | 93-119                                      |                                             | Denver                                      | 112-114                                     | 86-100                                      |
| Brooklyn            | 104-111                                     | 86-115                                      | 91-101                                      | 113-108                                     | Minnesota                                   | 99-121                                      | 115-108                                     |
| New York            | 97-92                                       | 107-101                                     | 103-102                                     |                                             | Oklahoma City                               | 102-104 (OT)                                |                                             |
| Philadelphie        |                                             |                                             | 106-114                                     |                                             | Portland                                    |                                             | 112-115                                     |
| Toronto             | 110-112 (OT)                                |                                             | 96-132                                      | 99-96                                       | Utah                                        | 107-114                                     | 92-109                                      |
|                     | 2-5                                         | 2-5                                         | 3-4                                         | 3-4                                         |                                             | 0-4                                         | 1-3                                         |
| Division            | 5-9                                         | 5-9                                         | 5-9                                         | 5-9                                         | Division                                    | 1-7                                         | 1-7                                         |
| Division Centrale   | Division Centrale                           | Division Centrale                           | Division Centrale                           | Division Centrale                           | Division Pacifique                          | Division Pacifique                          | Division Pacifique                          |
| Équipe              | Domicile                                    | Domicile                                    | Extérieur                                   | Extérieur                                   | Équipe                                      | Domicile                                    | Extérieur                                   |
| Chicago             | 126-125                                     | 115-116                                     | 83-73                                       | 103-93                                      | Golden State                                | 106-91                                      | 93-87                                       |
| Cleveland           |                                             |                                             | 98-100                                      | 109-106                                     | L.A. Clippers                               |                                             | 96-111                                      |
| Detroit             | 109-106                                     | 102-101                                     | 110-107                                     | 87-76                                       | L.A. Lakers                                 |                                             | 101-120                                     |
| Indiana             | 122-120 (OT)                                | 104-115                                     | 85-107                                      | 80-119                                      | Phoenix                                     | 104-109                                     | 92-100                                      |
| Milwaukee           | 103-116                                     | 85-93                                       | 96-137                                      |                                             | Sacramento                                  | 110-102                                     | 118-111                                     |
|                     | 4-4                                         | 4-4                                         | 5-4                                         | 5-4                                         |                                             | 2-1                                         | 2-3                                         |
| Division            | 9-8                                         | 9-8                                         | 9-8                                         | 9-8                                         | Division                                    | 4-4                                         | 4-4                                         |
| Division Sud-Est    | Division Sud-Est                            | Division Sud-Est                            | Division Sud-Est                            | Division Sud-Est                            | Division Sud-Ouest                          | Division Sud-Ouest                          | Division Sud-Ouest                          |
| Équipe              | Domicile                                    | Domicile                                    | Extérieur                                   | Extérieur                                   | Équipe                                      | Domicile                                    | Extérieur                                   |
| Atlanta             | 107-122                                     |                                             | 138-143 (2OT)                               |                                             | Dallas                                      | 100-116                                     | 123-120 (OT)                                |
|                     |                                             |                                             |                                             |                                             | Houston                                     | 108-99                                      | 110-125                                     |
| Miami               |                                             |                                             | 100-117                                     | 109-98                                      | Memphis                                     | 117-119                                     | 104-117                                     |
| Orlando             | 83-106                                      | 100-112                                     |                                             |                                             | New Orleans                                 | 110-115                                     |                                             |
| Washington          | 114-107                                     |                                             | 118-125                                     | 107-121                                     | San Antonio                                 | 103-104                                     | 90-114                                      |
|                     | 1-3                                         | 1-3                                         | 1-4                                         | 1-4                                         |                                             | 1-4                                         | 1-3                                         |
| Division            | 2-7                                         | 2-7                                         | 2-7                                         | 2-7                                         | Division                                    | 2-7                                         | 2-7                                         |
| Conférence          | 16-24 (Domicile : 7-12; Extérieur : 9-12)   | 16-24 (Domicile : 7-12; Extérieur : 9-12)   | 16-24 (Domicile : 7-12; Extérieur : 9-12)   | 16-24 (Domicile : 7-12; Extérieur : 9-12)   | Conférence                                  | 7-18 (Domicile : 3-9; Extérieur : 4-9)      | 7-18 (Domicile : 3-9; Extérieur : 4-9)      |
| Total               | 23-42 (Domicile : 10-21; Extérieur : 13-21) | 23-42 (Domicile : 10-21; Extérieur : 13-21) | 23-42 (Domicile : 10-21; Extérieur : 13-21) | 23-42 (Domicile : 10-21; Extérieur : 13-21) | 23-42 (Domicile : 10-21; Extérieur : 13-21) | 23-42 (Domicile : 10-21; Extérieur : 13-21) | 23-42 (Domicile : 10-21; Extérieur : 13-21) |

## Classements de la saison régulière
| Conférence Est | Conférence Est         | Conférence Est | Conférence Est | Conférence Est | Conférence Est | Conférence Est | Conférence Est |
| No             | Franchise              | Vic.           | Déf.           | MJ             | V/D            | GB             |                |
| -------------- | ---------------------- | -------------- | -------------- | -------------- | -------------- | -------------- | -------------- |
| 1              | Bucks de Milwaukee     | 56             | 17             | 73             | .767           | –              |                |
| 2              | Raptors de Toronto     | 53             | 19             | 72             | .736           | 2.5            |                |
| 3              | Celtics de Boston      | 48             | 24             | 72             | .667           | 7.5            |                |
| 4              | Pacers de l'Indiana    | 45             | 28             | 73             | .616           | 11             |                |
| 5              | Heat de Miami          | 44             | 29             | 73             | .603           | 12             |                |
| 6              | 76ers de Philadelphie  | 43             | 30             | 73             | .589           | 13             |                |
| 7              | Nets de Brooklyn       | 35             | 37             | 72             | .486           | 20.5           |                |
| 8              | Magic d'Orlando        | 33             | 40             | 73             | .452           | 23             |                |
|                |                        |                |                |                |                |                |                |
| 9              | Wizards de Washington¹ | 25             | 47             | 72             | .347           | 30.5           |                |
| 10             | Hornets de Charlotte   | 23             | 42             | 65             | .354           | 29             |                |
| 11             | Bulls de Chicago       | 22             | 43             | 65             | .338           | 30             |                |
| 12             | Knicks de New York     | 21             | 45             | 66             | .318           | 31.5           |                |
| 13             | Pistons de Détroit     | 20             | 46             | 66             | .303           | 32.5           |                |
| 14             | Hawks d'Atlanta        | 20             | 47             | 67             | .299           | 33             |                |
| 15             | Cavaliers de Cleveland | 19             | 46             | 65             | .292           | 33             |                |

| Division Sud-Est     | V  | D  | MJ | V/D  | GB   | Dom   | Ext   | Div  |
| -------------------- | -- | -- | -- | ---- | ---- | ----- | ----- | ---- |
| Heat de Miami        | 44 | 29 | 73 | .603 | –    | 29–7  | 15–22 | 10–4 |
| Magic d'Orlando      | 33 | 40 | 73 | .452 | 11.5 | 18–17 | 15–23 | 9–5  |
| Washington Wizards   | 25 | 47 | 72 | .347 | 19   | 16–20 | 9–27  | 5–9  |
| Hornets de Charlotte | 23 | 42 | 65 | .354 | 17.5 | 10–21 | 13–21 | 2–7  |
| Hawks d'Atlanta      | 20 | 47 | 66 | .299 | 21.5 | 14–20 | 6–27  | 6–7  |

## Effectif

### Effectif actuel
| Hornets de Charlotte Effectif actuel                           |    |                                                |                      |                        |
| Entraîneur : James Borrego                                     |    |                                                |                      |                        |
| Arrière / Ailier                                               | 7  | Drapeau des États-Unis                         | Dwayne Bacon         | Florida State          |
| Ailier                                                         | 5  | Drapeau de la France                           | Nicolas Batum        | Le Mans                |
| Pivot                                                          | 8  | Drapeau de la république démocratique du Congo | Bismack Biyombo      | Baloncesto Fuenlabrada |
| Ailier / Ailier fort                                           | 0  | Drapeau des États-Unis                         | Miles Bridges        | Michigan State         |
| Meneur                                                         | 31 | Drapeau des États-Unis                         | Joe Chealey          | Charleston             |
| Meneur                                                         | 4  | Drapeau des États-Unis                         | Devonte' Graham      | Kansas                 |
| Pivot                                                          | 9  | Drapeau de l'Espagne                           | Willy Hernangómez    | CDB Séville            |
| Arrière / Ailier                                               | 10 | Drapeau des États-Unis                         | Caleb Martin (R)     | Nevada                 |
| Arrière / Ailier                                               | 11 | Drapeau des États-Unis                         | Cody Martin (R)      | Nevada                 |
| Ailier / Ailier fort                                           | 6  | Drapeau des États-Unis                         | Jalen McDaniels (R)  | San Diego State        |
| Arrière                                                        | 1  | Drapeau des États-Unis                         | Malik Monk           | Kentucky               |
| Meneur / Arrière                                               | 3  | Drapeau des États-Unis                         | Terry Rozier         | Louisville             |
| Meneur                                                         | 23 | Drapeau des États-Unis                         | Kobi Simmons (TW)    | Louisville             |
| Ailier fort                                                    | 26 | Drapeau des États-Unis                         | Ray Spalding (TW)    | Louisville             |
| Ailier fort                                                    | 25 | Drapeau des États-Unis                         | P. J. Washington (R) | Kentucky               |
| Pivot                                                          | 40 | Drapeau des États-Unis                         | Cody Zeller          | Indiana                |
| (C) - Capitaine, (R) - Rookie, (TW) - Two-way contract, Blessé |    |                                                |                      |                        |

## Récompenses durant la saison
Récapitulatif des récompenses obtenues par les joueurs de l'équipe durant la saison.
| Date         | Joueur           | Récompense                            |
| ------------ | ---------------- | ------------------------------------- |
| 14 février   | Miles Bridges    | ☆ Rising Stars Challenge - Team USA ☆ |
| 14 février   | Devonte' Graham  | ☆ Rising Stars Challenge - Team USA ☆ |
| 14 février   | P. J. Washington | ☆ Rising Stars Challenge - Team USA ☆ |
| 15 septembre | P. J. Washington | NBA All-Rookie Second Team            |

## Transactions
Le détail des différents contrats signés par l'équipe est disponible dans la section supérieure des contrats des joueurs, avec les montants des salaires.

### Échanges
| Juillet   | Juillet                                                                                              | Juillet | Juillet |
| --------- | --- | --- | ------- |
| 6 juillet | Vers les Hornets de Charlotte - Terry Rozier (sign and trade) - Premier tour de draft 2020 (protégé) | Vers les Celtics de Boston - Kemba Walker (sign and trade) - Second tour de draft 2020 (De New York ou Brooklyn) | [ 6 ]   |

### Joueurs qui re-signent
| Date       | Joueur                        |
| ---------- | ----------------------------- |
| 06/07/2019 | Kemba Walker (Sign and trade) |
| 06/08/2019 | Joe Chealey                   |

### Options dans les contrats
| Date       | Joueur                 | Option                                                                         |
| ---------- | ---------------------- | ------------------------------------------------------------------------------ |
| 16/04/2019 | Bismack Biyombo        | Bismack Biyombo active son option joueur.                                      |
| 11/06/2019 | Marvin Williams        | Marvin Williams active son option joueur.                                      |
| 19/06/2019 | Michael Kidd-Gilchrist | Michael Kidd-Gilchrist active son option joueur.                               |
| 27/06/2019 | Frank Kaminsky         | Charlotte décline la Qualifying Offer.                                         |
| 25/10/2019 | Miles Bridges          | Charlotte exerce leur option d'équipe de 3 934 320 $ pour la saison 2020-2021. |
| 25/10/2019 | Malik Monk             | Charlotte exerce leur option d'équipe de 5 345 687 $ pour la saison 2020-2021. |

## Arrivées

### Draft
| Date       | Joueur           | Provenance                       |
| ---------- | ---------------- | -------------------------------- |
| 03/07/2019 | P. J. Washington | Wildcats du Kentucky (NCAA)      |
| 31/07/2019 | Cody Martin      | Wolf Pack du Nevada (NCAA)       |
| 10/10/2019 | Jalen McDaniels  | Aztecs de San Diego State (NCAA) |

### Agents libres
| Date       | Joueur       | Provenance                         |
| ---------- | ------------ | ---------------------------------- |
| 06/07/2019 | Terry Rozier | Celtics de Boston (Sign-And-Trade) |
| 31/07/2019 | Caleb Martin | Wolf Pack du Nevada (NCAA)         |
| 06/08/2019 | Josh Perkins | Bulldogs de Gonzaga (NCAA)         |
| 09/08/2019 | Thomas Welsh | Nuggets de Denver                  |
| 16/09/2019 | Kobi Simmons | Cavaliers de Cleveland             |

### Contrat de 10 jours
| Date       | Joueur      | Provenance                                        |
| ---------- | ----------- | ------------------------------------------------- |
| 21/02/2020 | Joe Chealey | Swarm de Greensboro (G League)                    |
| 03/03/2020 | Joe Chealey | Hornets de Charlotte (second contrat de 10 jours) |

### Two-way contracts
| Date       | Joueur          | Provenance                             |
| ---------- | --------------- | -------------------------------------- |
| 09/07/2019 | Robert Franks   | Cougars de Washington State (NCAA)     |
| 05/09/2019 | Ahmed Hill      | Hokies de Virginia Tech (NCAA)         |
| 19/10/2019 | Jalen McDaniels | Aztecs de San Diego State (NCAA)       |
| 20/10/2019 | Kobi Simmons    | Cavaliers de Cleveland                 |
| 15/01/2020 | Ray Spalding    | Vipers de Rio Grande Valley (G League) |

## Départs

### Agents libres
| Date       | Joueur         | Nouvelle équipe                    |
| ---------- | -------------- | ---------------------------------- |
| 01/07/2019 | Frank Kaminsky | Suns de Phoenix                    |
| 01/07/2019 | Jeremy Lamb    | Pacers de l'Indiana                |
| 01/07/2019 | Shelvin Mack   | Olimpia Milano                     |
| 01/07/2019 | J. P. Macura   | Cavaliers de Cleveland             |
| 01/07/2019 | Kemba Walker   | Celtics de Boston (Sign-And-Trade) |

### Joueurs coupés
| Date       | Joueur                 | Nouvelle équipe ¹            |
| ---------- | ---------------------- | ---------------------------- |
| 02/07/2019 | Tony Parker            | Retraite                     |
| 15/01/2020 | Robert Franks          | Kings de Stockton (G League) |
| 08/02/2020 | Michael Kidd-Gilchrist | Mavericks de Dallas          |
| 08/02/2020 | Marvin Williams        | Bucks de Milwaukee           |

¹ Il s'agit de l’équipe pour laquelle le joueur a signé après son départ, il a pu entre-temps changer d'équipe ou encore de pays.

### Joueurs non retenus au training camp
Liste des joueurs non retenus pour commencer la saison NBA.
| Joueur       |
| ------------ |
| Joe Chealey  |
| Ahmed Hill   |
| Josh Perkins |
| Thomas Welsh |

## Situation à la fin de saison

### Joueurs "agents libres"
| Joueur            | Fin de saison         |
| ----------------- | --------------------- |
| Dwayne Bacon      | Agent libre restreint |
| Bismack Biyombo   | Agent libre           |
| Willy Hernangómez | Agent libre           |
| Kobi Simmons      | Agent libre restreint |
| Ray Spalding      | Agent libre restreint |

### Options en fin de saison
| Joueur        | Fin de saison  |
| ------------- | -------------- |
| Nicolas Batum | Option joueur. |